# Agrilus confinis
Agrilus confinis es una especie de insecto del género Agrilus, familia Buprestidae, orden Coleoptera.
Fue descrita científicamente por Faldermann, 1835.